# اضطهاد المسيحيين في العهد الجديد

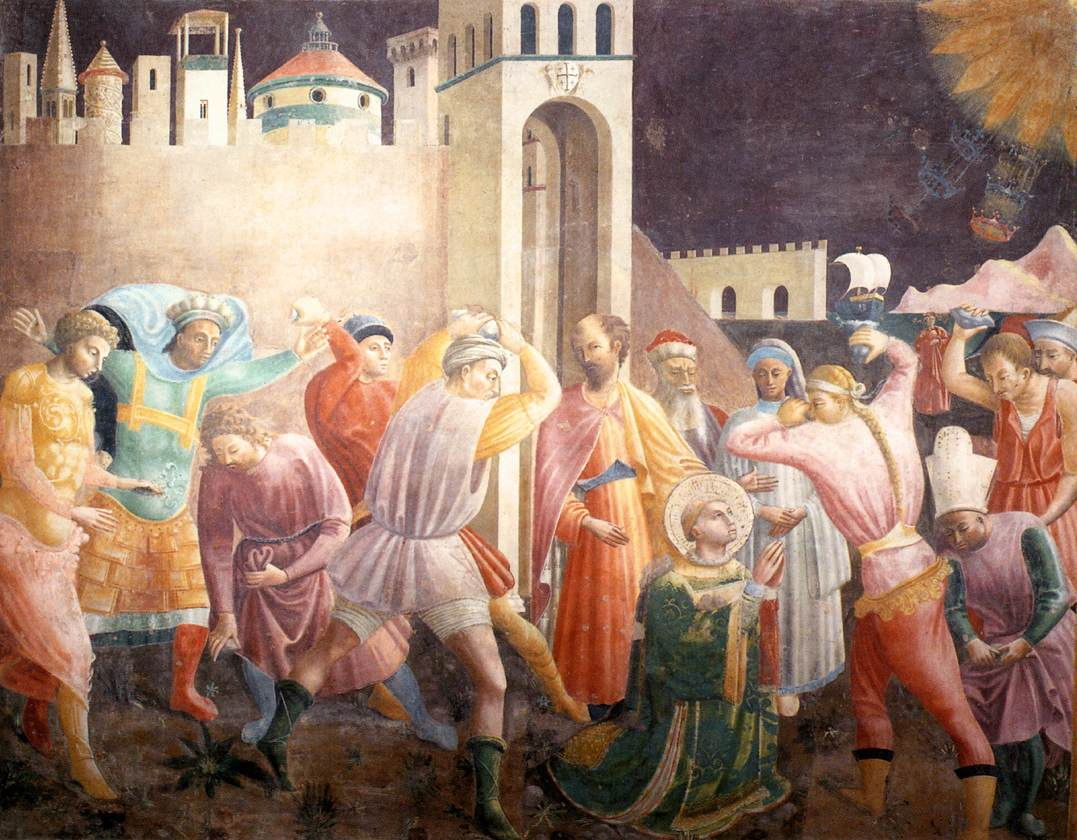
لوحة بريشة باولو أوشيلو تصوّر رجم الشماس استفانوس، أول شهيد في المسيحية.

عقب ظهور المسيحية بدأ محاربة الدين المسيحي من قبل الفريسيين والمؤسسات الدينية اليهودية، وكانت تعاليم وعظات بطرس خصوصًا الأولى والثانية، سببًا في تذمر مجلس اليهود، ما أدى إلى توقيف بطرس ويوحنا عدة مرات في السجن. وينقل التقليد المسيحي أن بطرس هو من أسس كنيسة روما بعد أن أسس كنيسة أنطاكية، وقضى هناك سنواته الأخيرة حتى مقتله عام 64 أو 67 خلال حريق روما الكبير واضطهاد نيرون للمسيحيين.
كان أبرز من أضطهد المسيحيين شاول الذي أصبح نفسه فريسياً متحمسًا ذا ميول متطرفة وعمل على محاربة المسيحية الناشئة على أنها فرقة يهودية ضالة تهدد الديانة اليهودية الرسمية، فنرى أول ظهور له في سفر أعمال الرسل في الإصحاح السابع حيث كان يراقب الشماس استفانوس وهو يرجم حتى الموت بينما كان يحرس هو ثياب الراجمين. وهو راضٍ بما يقومون به  عقب إعدام إستفانوس شن اليهود حملة اضطهاد بحق كنيسة أورشليم متسببين في تشتت المسيحيين في كل مكان، فقام بولس بعد أن نال موافقة الكهنة بتتبع المسيحيين (الذين كانوا يسمون بأناس الطريق) حتى مدينة دمشق ليسوقهم موثقين إلى أورشليم. وفي طريقه إلى دمشق وبحسب رواية العهد الجديد حصلت رؤيا لشاول كانت سبباً في تغير حياته، حيث تحول إلى المسيحية، وعرف شاول باسم بولس بعد اعتناقه المسيحية. وقد أدّت الأعمال التبشيرية المسيحية التي قام بها بولس إلى سجنه وقتله خلال اضطهاد نيرون للمسيحيين.